# Азам (футбольный клуб)
«Азам» (Azam Football Club) — футбольный клуб из Танзании, из города Дар-эс-Салам, основан в 2007 году.

## История
Клуб был основан работниками компании SSB и Bakhresa Group, во многом от желания руководителя Bakhresa Group Абубакара Бакреса.
Футбольный клуб Азам был создан всего в 2007 году, но несмотря на это он начал играть в Премьер-лиге с сезона 2008—2009 выйдя из первого дивизиона за счет победы в переходных матчах. В дебютном для себя сезоне в высшей лиге команда заняла 8-е место, что позволило клубу остаться в элитном дивизионе Танзании.. Но уже к следующему сезону она заняла третье место навязывая борьбу и в последующих сезонах таким грандам танзанийского футбола как «Янг Африканс» и «Симба». В настоящий момент (на 26.05.11) для клуба строиться отдельный стадион в окрестностях Дар-эс-Салама — в Чаманзи.